# On My Own (bài hát của Patti LaBelle và Michael McDonald)
"On My Own" là một bài hát của nghệ sĩ thu âm người Mỹ Patti LaBelle và Michael McDonald nằm trong album phòng thu thứ tám của LaBelle, Winner in You (1986). Nó được phát hành vào ngày 22 tháng 3 năm 1986 như là đĩa đơn đầu tiên trích từ album bởi MCA Records. Bài hát được đồng viết lời và sản xuất bởi Burt Bacharach với người vợ lúc bấy giờ Carole Bayer Sager, và được thu âm lần đầu tiên bởi nghệ sĩ thu âm người Mỹ Dionne Warwick và dự định sẽ xuất hiện trong album phòng thu thứ 19 của bà Friends (1985), nhưng đã không thể thực hiện. Sau đó, LaBelle đã thu âm "On My Own" với phiên bản hát đơn, nhưng sau khi không hài lòng với kết quả cuối cùng, bà quyết định hợp tác với McDonald để biến nó thành một bản song ca. Đây là một bản pop và R&B ballad kết hợp với những yếu tố từ soft rock mang nội dung đề cập đến một cặp đôi đang dần đi đến hồi kết, và cả hai quyết định đi theo con đường riêng của mỗi người trong trạng thái u sầu.
Sau khi phát hành, "On My Own" nhận được những phản ứng tích cực từ các nhà phê bình âm nhạc, trong đó họ đánh giá cao giai điệu sâu lắng, sự hòa quyện trong giọng hát của hai nghệ sĩ cũng như quá trình sản xuất nó, đồng thời gọi đây là một điểm nhấn nổi bật từ Winner in You. Ngoài ra, bài hát còn gặt hái nhiều giải thưởng và đề cử tại những lễ trao giải lớn, bao gồm một đề cử giải Grammy cho Trình diễn song tấu hoặc nhóm nhạc giọng pop xuất sắc nhất tại lễ trao giải thường niên lần thứ 29. "On My Own" cũng tiếp nhận những thành công vượt trội về mặt thương mại và là một trong những tác phẩm thành công nhất của LaBelle trên thị trường quốc tế, đứng đầu các bảng xếp hạng ở Canada và Ireland, đồng thời lọt vào top 10 ở nhiều quốc gia khác, bao gồm vươn đến top 5 ở những thị trường lớn như Bỉ, Hà Lan, New Zealand và Vương quốc Anh. Tại Hoa Kỳ, nó đạt vị trí số một trên bảng xếp hạng Billboard Hot 100 trong ba tuần liên tiếp, trở thành đĩa đơn quán quân đầu tiên của LaBelle và McDonald tại đây.
Video ca nhạc cho "On My Own" được đạo diễn bởi Mick Haggerty, trong đó bao gồm những cảnh LaBelle và McDonald sống ở hai khu vực khác nhau, với màn hình chia đôi thể hiện sự chia cách của cả hai, và mỗi người hát khi đang đi bộ qua những căn hộ có bố cục giống nhau nhưng trang trí và nội thất hoàn toàn khác nhau, trước khi họ đều nhìn ra hành lang ở cuối video, nhằm đề cập đến sự tách biệt của họ ở hai bờ lục địa. Kể từ khi phát hành, nó đã được hát lại và sử dụng làm nhạc mẫu bởi nhiều nghệ sĩ, như Reba McEntire, Des O'Connor, Brian McKnight, Jill Scott và Sheena Easton. Ngoài ra, bài hát còn xuất hiện trong nhiều album tổng hợp của hai nghệ sĩ, bao gồm Greatest Hits (1996), 20th Century Masters - The Millennium Collection: The Best Of Patti LaBelle (1999), The Definitive Collection (2006) và The Essential Patti LaBelle (2008) của LaBelle, cũng như Sweet Freedom (1986), The Very Best of Michael McDonald (2001) và The Ultimate Collection (2005) của McDonald.

## Danh sách bài hát
- Đĩa 7"[1]

1. "On My Own" – 4:30
2. "Stir It Up" – 3:35

- Đĩa 12"[2]

1. "On My Own" – 4:30
2. "Stir It Up" (bản mở rộng) – 7:13

## Xếp hạng
| Bảng xếp hạng (1986)                     | Vị trí cao nhất |
| ---------------------------------------- | --------------- |
| Úc (Kent Music Report)                   | 12              |
| Áo (Ö3 Austria Top 40)                   | 20              |
| Bỉ (Ultratop 50 Flanders)                | 3               |
| Canada (RPM)                             | 1               |
| Châu Âu (European Hot 100 Singles)       | 13              |
| Đức (Official German Charts)             | 18              |
| Ireland (IRMA)                           | 1               |
| Hà Lan (Dutch Top 40)                    | 2               |
| Hà Lan (Single Top 100)                  | 1               |
| New Zealand (Recorded Music NZ)          | 4               |
| Nam Phi (Springbok Radio)                | 2               |
| Thụy Điển (Sverigetopplistan)            | 15              |
| Anh Quốc (OCC)                           | 2               |
| Hoa Kỳ Billboard Hot 100                 | 1               |
| Hoa Kỳ Adult Contemporary (Billboard)    | 2               |
| Hoa Kỳ Hot R&B/Hip-Hop Songs (Billboard) | 1               |

| Bảng xếp hạng (1986)                 | Vị trí |
| ------------------------------------ | ------ |
| Australia (Kent Music Report)        | 88     |
| Belgium (Ultratop 50 Flanders)       | 13     |
| Canada (RPM)                         | 6      |
| Europe (European Hot 100 Singles)    | 58     |
| Netherlands (Dutch Top 40)           | 26     |
| Netherlands (Single Top 100)         | 41     |
| New Zealand (Recorded Music NZ)      | 24     |
| UK Singles (Official Charts Company) | 22     |
| US Billboard Hot 100                 | 4      |
| US Adult Contemporary (Billboard)    | 9      |
| US Hot R&B/Hip-Hop Songs (Billboard) | 1      |

| Bảng xếp hạng (1980-89) | Vị trí |
| ----------------------- | ------ |
| US Billboard Hot 100    | 54     |

| Bảng xếp hạng                        | Vị trí |
| ------------------------------------ | ------ |
| US Billboard Hot 100                 | 277    |
| US Billboard Hot 100 (Women)         | 87     |
| US Hot R&B/Hip-Hop Songs (Billboard) | 61     |

## Chứng nhận
| Quốc gia | Chứng nhận | Số đơn vị/doanh số chứng nhận |
| --- | ---------- | ----------------------------- |
| Canada (Music Canada) | Vàng       | 50.000^                       |
| Anh Quốc (BPI) | Bạc        | 250.000^                      |
| Hoa Kỳ (RIAA) | Vàng       | 1.000.000^                    |
| * Chứng nhận dựa theo doanh số tiêu thụ. ^ Chứng nhận dựa theo doanh số nhập hàng. ‡ Chứng nhận dựa theo doanh số tiêu thụ và phát trực tuyến. |            |                               |